# Haskell Wexler
Haskell Wexler (Chicago, 6 febbraio 1922 – Santa Monica, 27 dicembre 2015) è stato un direttore della fotografia statunitense.

## Biografia
Ha vinto due Oscar alla miglior fotografia: nel 1967 per Chi ha paura di Virginia Woolf? e nel 1977 per Questa terra è la mia terra. Ha svolto anche l'attività di regista.

## Filmografia

### Direttore della fotografia
- Vivi con rabbia (Studs Lonigan), regia di Irving Lerner (1960)
- Il ribelle dell'Anatolia (America, America), regia di Elia Kazan (1963)
- L'amaro sapore del potere (The Best Man), regia di Franklin J. Schaffner (1964)
- Chi ha paura di Virginia Woolf? (Who's Afraid of Virginia Woolf?), regia di Mike Nichols (1966)
- La calda notte dell'ispettore Tibbs (In the Heat of the Night), regia di Norman Jewison (1967)
- Il caso Thomas Crown (The Thomas Crown Affair), regia di Norman Jewison (1968)
- Qualcuno volò sul nido del cuculo (One Flew Over the Cuckoo's Nest), regia di Miloš Forman (1975)
- Questa terra è la mia terra (Bound for Glory), regia di Hal Ashby (1976)
- Tornando a casa (Coming Home), regia di Hal Ashby (1978)
- I giorni del cielo (Days of Heaven), regia di Terrence Malick (1978)
- Cercando di uscire (Lookin' to Get Out), regia di Hal Ashby (1982)
- I miei problemi con le donne (The Man Who Loved Women), regia di Blake Edwards (1983)
- Matewan, regia di John Sayles (1987)
- Colors - Colori di guerra (Colors), regia di Dennis Hopper (1988)
- In fuga per tre (Three Fugitives), regia di Francis Veber (1989)
- Scandalo Blaze (Blaze), regia di Ron Shelton (1989)
- I soldi degli altri (Other People's Money), regia di Norman Jewison (1991)
- Il segreto dell'isola di Roan (The Secret of Roan Inish), regia di John Sayles (1994)
- Operazione Canadian Bacon (Canadian Bacon), regia di Michael Moore (1995)
- Scomodi omicidi (Mulholland Falls), regia di Lee Tamahori (1996)

### Regista

#### Cortometraggi
- The Living City (1953)
- The Bus (1965)
- Polaroid Glasses (1976)
- STP Oil Treatment (1977)
- John Wayne for Great Western Savings (1978)
- War Without Winners (1978)
- Medium Cool Revisited (2013)

#### Lungometraggi
- America, America, dove vai? (1969)
- Latino (1985)
- Bus Rider's Union (2000)
- Who Needs Sleep? (2006)
- From Wharf Rats to Lords of the Docks (2007)
- Four Days in Chicago (2013)